# Josua

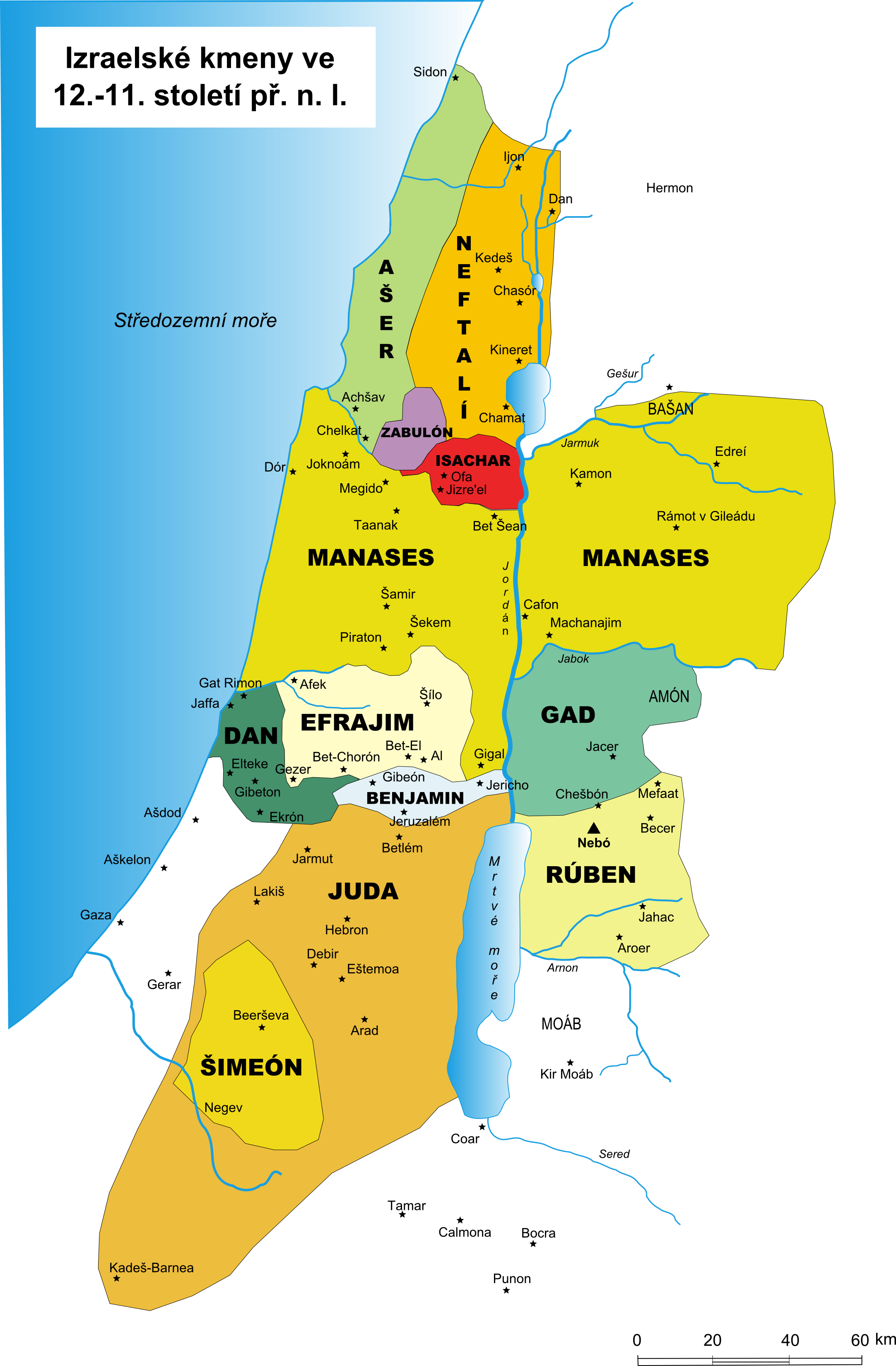
Fördelning av land på de tolv stammarna.

Josua var enligt Gamla Testamentet/Tanakh Moses följeslagare och arvtagare som israeliternas ledare.
Josua tog över ledarrollen efter Moses efter flykten från Egypten, strax innan intåget i det utlovade landet. Där belägrade han staden Jeriko och hans två utsända spioner fick hjälp av Rahab att förbereda anfallet. Han lär ha lyckats få stadens murar att rasa genom att Gud lät murarna rasa, samtidigt som israeliterna blåste i sina horn. Vid ett senare tillfälle lyckades Josua vinna ett stort slag genom att med Guds hjälp förlänga dagsljuset genom att stoppa solen.
Händelserna under Josuas ledarskap finns upptecknade i Josuas bok, som ingår i såväl den kristna som den hebreiska bibeln.

## Historicitet
Traditionen om israelitisk erövring och bosättning i Kanaan under ledning av Josua kan enligt en del  forskare, särskilt köpenhamnsskolan, inte anses historiskt tillförlitlig. Enligt dem, finns inget arkeologiskt stöd för dem. Boken avspeglar snarare 600-talets f.Kr. patriotiska förhoppningar på Davidsrikets återupprättande.
På Nya Testamentets huvudsakliga grundspråk, grekiska, är namnet Josua detsamma som namnet Jesus.